# Erton Fejzullahu
Erton Fejzullahu (Mitrovica, 13 maart 1988) is een Kosovaars-Zweeds voetballer die als aanvaller speelt. In 1992 kwam hij met zijn ouders naar Zweden.

## Clubcarrière
Fejzullahu speelde in de jeugd bij Högadals IS en ging in 2005 naar FC Kopenhagen waar hij niet aan spelen toekwam. Vanaf 2007 kwam hij uit voor Mjällby AIF waar hij als spits belangrijk was in de promotie naar de Allsvenskan.
In de zomer van 2009 tekende hij een vierjarig contract bij N.E.C. uit Nijmegen. Eind januari 2011 werd hij tot de zomer van 2011 verhuurd aan Randers FC uit Denemarken; daarna keerde hij terug in de Nijmeegse selectie. Toen in het begin van het seizoen 2011/12 duidelijk werd dat hij hier weinig speelminuten zou gaan maken, werd hij tot 1 augustus 2012 verhuurd aan zijn oude club Mjällby AIF. Op 31 juli 2012 werd bekend dat Fejzullahu een contract voor vier seizoenen getekend heeft bij Djurgårdens IF. Eind juli 2014 werd hij tot het einde van het kalenderjaar verhuurd aan Beijing Guoan uit China. Die club nam hem definitief van Djurgårdens over. Nadat hij in de zomer van 2015 teruggezet was naar het tweede team, liet hij in november van dat jaar zijn contract ontbinden. Hij trainde vervolgens mee bij Djurgårdens IF maar wees een aanbod van de club af. In januari 2016 ging hij bij Dalian Transcendence FC spelen dat naar de Jia League gepromoveerd was. Na een half jaar werd hij teruggezet naar het tweede team om plaats te maken voor een nieuwe buitenlandse speler. Begin 2017 werd zijn contract ontbonden. Van april tot half juli van dat jaar ging hij in Noorwegen voor Sarpsborg 08 FF in de Tippeligaen spelen. Op 21 juli 2017 maakte Kalmar FF bekend dat het de aanvaller de rest van het seizoen heeft vastgelegd. Ook in 2018 speelde hij voor Kalmar. In maart 2019 ging Fejzullahu in Litouwen voor FK Žalgiris spelen.

## Interlandcarrière
Fejzullahu was Zweeds jeugdinternational. In januari 2013 werd hij voor het eerst opgeroepen voor het Zweeds voetbalelftal. Hij scoorde op 23 januari bij zijn debuut voor Zweden in het duel om de King's Cup in Thailand de gelijkmaker tegen Noord-Korea (1-1, Zweden won na penalty's). Andere Zweedse debutanten in dat duel waren Jakob Johansson (IFK Göteborg), Ivo Pekalski (Malmö FF) en Christoffer Nyman (IFK Norrköping) en Robin Quaison (AIK Solna).
In 2015 ging hij voor Kosovo spelen. Fejzullahu maakte op 10 oktober van dat jaar zijn debuut voor Kosovo als basisspeler in de met 2-0 gewonnen vriendschappelijke wedstrijd tegen Equatoriaal-Guinee.